# Solo quiero caminar
 (janvier 2018).
Si vous disposez d'ouvrages ou d'articles de référence ou si vous connaissez des sites web de qualité traitant du thème abordé ici, merci de compléter l'article en donnant les références utiles à sa vérifiabilité et en les liant à la section « Notes et références ».
Albums de Paco de Lucía
Friday Night in San Francisco
(1981) Passion, Grace and Fire
(1983)
Solo quiero caminar est un album instrumental du compositeur et guitariste espagnol de flamenco Paco de Lucía, sorti en 1981. Toutes les compositions sont écrites par Paco de Lucía.

## Présentation
Pour ce quatorzième album studio, Paco est accompagné de ses frères Ramón de Algeciras à la guitare flamenca et Pepe de Lucía au chant.
La sortie de cet album marque une étape importante dans l'histoire du style flamenco. C'est, en effet, avec ce disque qu'est présenté au monde le cajón, un tambour péruvien, que Rubem Dantas utilise lors d'un concert avec Paco. Le jeu de Dantas sur cet instrument devient, dès lors, communément associé au flamenco.
Solo quiero caminar est l'un des albums les plus recherchés dans la discographie de l'artiste.
La piste-titre est reprise dans le film espagnol Venganza (titre original : Solo quiero caminar, en anglais : Just Walking) d'Agustín Díaz Yanes en 2008.

## Liste des titres
Toutes les chansons sont écrites et composées par Paco de Lucía, sauf annotation.
|       | 'Face A'                                                   |      |
| A1.   | Sólo quiero caminar (Tango) (Paco de Lucía, Pepe de Lucía) | 6:18 |
| A2.   | La tumbona (Bulería)                                       | 4:21 |
| A3.   | Convite (Rumba)                                            | 3:57 |
| A4.   | Montiño (Fandango de Huelva)                               | 4:04 |
|       | 'Face B'                                                   |      |
| B1.   | Chanela (Rumba)                                            | 3:58 |
| B2.   | Monasterio de sal (Colombiana)                             | 4:54 |
| B3.   | Piñonate (Bulería)                                         | 4:46 |
| B4.   | Palenque (Rumba)                                           | 4:52 |
| 37:11 |                                                            |      |

## Crédits
| - Paco de Lucía : guitare flamenca - Ramón de Algeciras : deuxième guitare - Pepe de Lucía : chant - Rubem Dantas : percussions - Carles Benavent : basse - Jorge Pardo : flûte, saxophone | - Production : José Torregrosa - Ingénierie, mixage : Pepe Loeches assisté de Alberto Pinto - Photographie : Manolo |